# Editorial Petròpolis
Editorial Petròpolis es una microeditorial creada el agosto de 2009 por Jaume Llambrich. Su actividad se centra en la publicación de libros en catalán y español que se puedan descargar libremente desde la red, aunque también los ofrecen en formato papel.
Algunos de los autores que han colaborado con Editorial Petròpolis son: Víctor Canicio Chimeno, Tomàs Camacho Molina, Jesús M. Tibau, Francesca Aliern Pons, Mònica Batet Boada, Josep Igual i Febrer, Olga Xirinacs Díaz, Xulio Ricardo Trigo, Joan Pinyol i Colom, Juan Carlos Elijas, Gerard Vergés, Ramón García Mateos o clásicos como Bram  Stoker o Vicente Huidobro.

## Colecciones
- Nou Món, de autores noveles.
- Hespèria, de ciencia ficción, terror y fantasía.
- El món d'ahir, de autores clásicos.
- Mirades, de ensayo.